# Ligue de Prusse

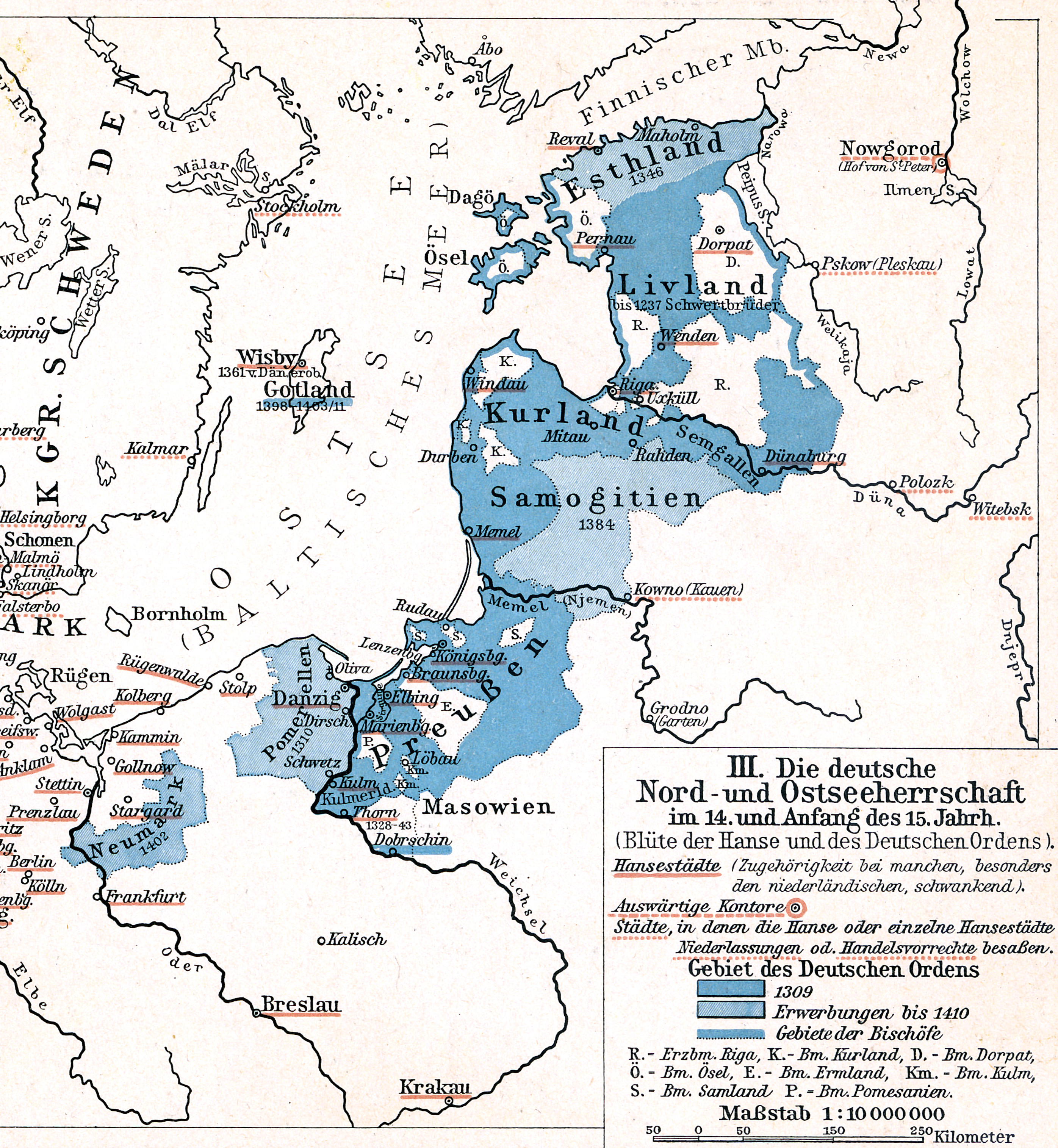
L'Etat teutonique vers 1410

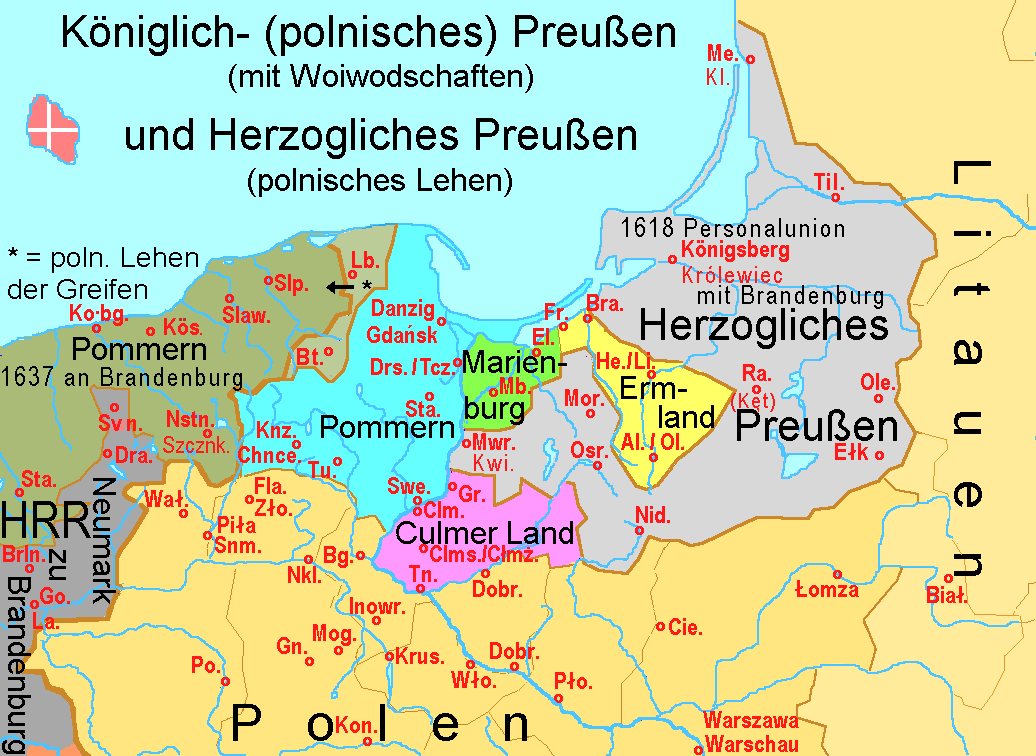
Le partage de la Prusse en 1466

La Ligue de Prusse, de son vrai nom « Ligue contre la violence » (Bund vor Gewalt), conclue entre 53 seigneurs et 19 villes de Prusse (dont Dantzig, Elbing et Thorn) le 14 mars 1440 à Marienwerder, entendait s'affranchir de l'autorité tyrannique des chevaliers teutoniques. Les confédérés se promettaient de « s'assister mutuellement dans la fidélité pour... rejeter la violence et les abus survenus par le passé. »

## Contexte
À l'issue de la Bataille de Grunwald, les chevaliers teutoniques ont été contraints de signer la Paix de Toruń (1411) et de verser à la Pologne une indemnité de guerre qui met leur État au bord de la faillite. Pour y faire face, ils augmentent les impôts des châtellénies et des villes de la Hanse ; c'est alors que les délégués des provinces demandent un droit de regard sur les affaires de l'État : mais hormis quelques concessions, ils essuient un refus catégorique. Avec l'élection en 1441 d'un nouveau grand maître de l'Ordre, les paysans d'Ermeland, inspirés par l'opposition des villes, se soulèvent. La rébellion est réprimée par les chevaliers teutoniques.
Tandis que le grand maître Konrad von Erlichshausen (1441–1449) cherche un compromis avec les villes, son neveu et successeur désigné, Ludwig von Erlichshausen (1450–1467), tente avec le pape et l'empereur de démanteler la ligue en démontrant son illégalité. Or en 1441 l’empereur Frédéric III avait reconnu la Ligue ; mais le 1er décembre 1453, il revient sur sa décision et donne raison aux chevaliers teutoniques.
Sur ces entrefaites, la Ligue de Prusse destitue le Grand-Maître de sa position de protecteur des sujets de l'État, déclare la guerre aux chevaliers teutoniques le 4 février 1454 et le 6 mars suivant, avec Hans von Baysen demande la protection du roi Casimir IV.
Dans la guerre qui s'ensuit, les confédérés et leurs alliés polonais mettent plusieurs années avant de pouvoir sérieusement inquiéter les chevaliers teutoniques. Mais le temps joue contre ces derniers, qui doivent se résoudre à signer le Traité de Thorn (1466). Les villes prussiennes qui, au terme de ce traité, sont parvenues à s'affranchir de l'autorité des teutoniques, forment avec la Prusse royale autonome une union personnelle avec le roi de Pologne.

## Membres
Les membres fondateurs du 14 mars 1440 sont :
| Nom allemand         | polonais              | russe (depuis 1945)     |
| -------------------- | --------------------- | ----------------------- |
| Thorn                | Toruń                 |                         |
| Thorner Neustadt     |                       |                         |
| Culm                 | Chełmno               |                         |
| Elbing               | Elbląg                |                         |
| Neustadt Elbing      |                       |                         |
| Rechtstadt Danzig    | Gdańsk                |                         |
| Braunsberg           | Braniewo              |                         |
| Altstadt Königsberg  | Królewiec             | incorporé à Kaliningrad |
| Kneiphof             | Knipawa               | incorporé à Kaliningrad |
| Löbenicht            | Lipnik                | incorporé à Kaliningrad |
| Graudenz             | Grudziądz             |                         |
| Strasburg            | Brodnica              |                         |
| Neumark              | Nowe Miasto Lubawskie |                         |
| Löbau in Westpreußen | Lubawa                |                         |
| Rehden               | Radzyń Chełmiński     |                         |
| Wehlau               | Welawa                | Znamensk                |
| Allenburg            | Alembork              | Droujba                 |
| Zinten               | Cynty                 | Kornevo                 |
| Heiligenbeil         | Święta Siekierka      | Mamonovo                |
| Landsberg            | Górowo Iławeckie      |                         |

Nouveaux membres au 3 avril 1440:
| Nom allemand    | polonais |
| --------------- | -------- |
| Mewe            | Gniew    |
| Altstadt Danzig | Gdańsk   |
| Neuenburg       | Nowe     |
| Lauenburg       | Lębork   |
| Leba            | Łeba     |
| Hela            | Hel      |
| Putzig          | Puck     |